# Salvador Sunyer i Bover
Salvador Sunyer i Bover (Salt, 1957) és un gestor i productor teatral català. És director del festival Temporada Alta, de Girona i Salt, director del Centre d'Arts Escèniques de Salt-Girona i fill de l'escriptor i polític Salvador Sunyer i Aimeric.
El 1983, Salvador Sunyer fundà Edicions El Pèl, editorial que va gestionar fins al 1987. Dirigí les Sales Municipals d'Exposicions de Girona (1988-1993); els Cursos Internacionals d'Interpretació Musical de Girona (1987-1993) i el Centre Cultural La Mercè de Girona (1987-1992), des d'on va impulsar les Sales Municipals d'Exposició. Amb Josep Domènech i Joaquim Masó, fundà el 1991 Bitò Produccions, l'empresa de producció que gestiona el Temporada Alta.
Paral·lelament, fou membre del plenari del Réseau Européen de Centres Culturels (1989-1991); del jurat del Premi Just Manuel Casero de narrativa (1986-1996); del consell assessor del Teatre Lliure (2001-2003) i del seu equip de direcció artística (2003-2007), juntament amb Àlex Rigola i Carlota Subirós. Així mateix, des del 2009 i fins al 2011 codirigí els projectes Escena Catalana Transfronterera, dins del programa Interreg IV de la Unió Europea, que promouen els ajuntaments de Salt i Perpinyà.
Ha rebut diversos premis, com el Premi de l'Associació Catalana de Crítics d'Art a la millor programació de sala de Catalunya de la temporada 1991-1992; el Premi Butaca per a la direcció del Festival Temporada Alta (2000); i el Premi Nacional de Teatre (2008), atorgat per la Generalitat de Catalunya.